# Buninskij
Buninskij (ros. Бунинский) – osiedle w Rosji, w obwodzie orłowskim, w rejonie urickim. W 2010 liczyło 380 mieszkańców.